# Abasie
Abasie is de medische term voor het onvermogen tot lopen. Abasie wordt door patiënten vaak niet als dusdanig als klacht geuit; zij klagen dan eerder over duizeligheid of een evenwichtsstoornis.
Deze klacht van onzekerheid bij lopen kan voorkomen bij een groot aantal bewegings- en gevoelsstoornissen. Zo kan de oorzaak psychisch zijn, maar kunnen ook aandoeningen van het extrapiramidale systeem (ziekte van Huntington, ziekte van Wilson), van het cerebellum (ataxie) of de frontale kwabben (gangapraxie) eraan ten grondslag liggen.